# Strep-Protein Interaction Experiment
Das Strep-Protein Interaction Experiment (SPINE) ist eine biochemische Methode zum Nachweis von Protein-Protein-Interaktionen.

## Eigenschaften
Das SPINE ist eine Variante des Pulldown-Assays, bei der ein Nachweis des Kontaktes zweier oder mehrerer Proteine durch eine Proteinreinigung anhand eines Strep-Tags an einem bekannten, meist rekombinanten Protein. Durch die Reinigung werden die bindenden Proteine mitaufgereinigt. Die Reinigung erfolgt durch Affinitätschromatographie (z. B. Streptactin) mit einer reversiblen Quervernetzung der Proteinkomplexe durch Formaldehyd zur Fixierung der meist vorübergehenden Bindung. Durch Aufkochen der vernetzten Proteinkomplexe in Probenpuffer wird die Vernetzung aufgehoben. Eine weitere Trennung wird anschließend durch eine SDS-PAGE erzielt. Die Identifikation der bindenden Proteine wird durch einen anschließenden In-Gel-Verdau und eine Analyse per Massenspektrometrie erreicht. Für Membranproteine wurde die Methode angepasst, um unspezifische Wechselwirkungen aufgrund des hydrophoben Effekts zu mindern.